# A négy testőr, avagy a Milady bosszúja
A négy testőr, avagy a Milady bosszúja 1973-ban forgatott, de jogi problémák miatt csak 1974-ben bemutatott színes, spanyol–panamai kalandfilm. Eredeti címe: The Four Musketeers – The Revenge of Milady. Előzménye: A három testőr, avagy a királyné gyémántjai (1973), folytatása: A testőrök visszatérnek (1989). Richard Lester alkotása az első epizódhoz hasonlóan Id. Alexandre Dumas A három testőr című regénye alapján készült. A film világszerte nagy sikert aratott, ám a kritikusok szigorúbban ítélték meg, mint az előzményét.

## A cselekmény

D'Artagnan életveszélyben (Michael York és Faye Dunaway)

La Rochelle ostrománál vagyunk. A király ellen lázadók Buckingham herceg és az angolok támogatásában reménykednek. A herceg titkos terve az, hogy a La Rochelle-i lázadók megsegítése után Párizsba nyomul tovább, hogy végre valóban övé legyen Anna királyné. Richelieu bíboros azonban megint közbelép: Rochefort gróffal elraboltatja a gyönyörű Constance-t, aki a királyné és a herceg titkos levelezését intézte. Ezzel párhuzamosan megbízza szépséges kémnőjét, a Miladyt, hogy bájaival kösse le d’Artagnant, az elrabolt Constance kedvesét. A Milady, aki mellesleg Rochefort gróf szeretője, kifogástalanul teljesíti a megbízást. Arról azonban nem tud, hogy fiatal szobalánya, Kitty is szemet vetett a délceg testőrre, és elárulja neki, hogy úrnője csak színleli az érzelmeket d’Artagnan iránt. A sértett testőr az ágyban rátámad a Miladyre, Constance hollétét akarja kiszedni belőle. Dulakodás közben felfedezi, hogy a nőt megbélyegezték, vagyis valójában közönséges bűnöző vagy szajha lehetett. A Milady mérgezett tőrökkel megpróbálja ledöfni, d'Artagnannak azonban Kitty segítségével sikerül elmenekülnie, és azt hiszi, ennyivel meg is úszta. A Milady azonban bosszút esküszik, szeretője közreműködésével d’Artagnan életére tör. A testőrök sietnek barátjuk segítségére: előbb megszöktetik Constance-t, majd d’Artagnan életét is megmentik. A Vörös Galambdúc fogadóban Athos kihallgatja Richelieu és a Milady titkos beszélgetését: a bíboros Angliába küldi a nőt, hogy tárgyaljon a nevében Buckingham herceggel, ugyanakkor arra célozgat, hogy sikertelen tárgyalás esetén a herceget meg kell ölni. A Milady fizetségül d’Artagnan és Constance életét követeli. Richelieu némi vonakodás után írásbeli felmentést ad az asszonynak a tervezett gyilkosságokra vonatkozóan. A bíboros távozása után a Milady szobájában megjelenik Athos. Mindketten felismerik egymást: a Milady a múltban Athos felesége volt: a testőrt akkor La Fère grófnak hívták. Idilli boldogságuk akkor ért véget, amikor egy véletlen baleset miatt a gróf felfedezte, hogy szépséges feleségét megbélyegezték. Athos elveszi a bíboros felmentő írását a nőtől, aki Angliában se jár sikerrel: Buckingham az ellene megkísérelt merénylet miatt börtönbe záratja. A ravasz kémnő azonban még ott is megtalálja a módját annak, miként teljesítse Richelieu bíboros megbízását, és hogyan jusson vissza Franciaországba, hogy véghez vigye bosszúját a testőrökön és Constance-on…

## A per
A négy testőr, avagy a Milady bosszúja egy időben készült A három testőr, avagy a királyné gyémántjaival. Az eredeti elképzelés az volt, hogy a felvett anyagot egész estés, kétrészes produkcióként hozzák forgalomba. Végül a producerek a rendezővel egyetértésben úgy döntöttek, hogy két külön filmként mutatják be a végső változatot. A színészek tiltakoztak, mondván, hogy csak egy film után kaptak gázsit, holott valójában kettőt forgattak velük. Különösen Frank Finlay és Faye Dunaway elégedetlenkedtek. A pénzen kívül Dunaway főleg azt sérelmezte, hogy az anyag két részre bontásával szerepe az első epizódban másodlagossá vált. Ekkoriban ugyanis Dunaway már ismert sztár volt, későbbi szerződései (és gázsijai) szempontjából pedig egyáltalán nem volt mellékes, hogy milyen volumenű szerepekben látható. Az igazság kedvéért azonban meg kell jegyezni, hogy effajta méltatlankodással Raquel Welch is előállhatott volna, csak nála fordított volt a helyzet: az általa játszott Constance a második részben szorult háttérbe. Egyébként Welch utolsó, igazán jelentős szerepe éppen Lester testőr-filmjeiben volt: a szexszimbólum az 1970-es években fokozatosan kiment a divatból, és egyre érdektelenebb filmekben foglalkoztatták csupán. A színészek egyébként megnyerték az ügyben indított pert, de a számukra megítélt pénz így is kevesebb volt, mintha eleve két filmre szerződtek volna. A pereskedés miatt jelentősen csúszott a premier időpontja, és valószínűleg jogi (netán adózási) szempontok is szerepet játszottak abban, hogy a folytatást spanyol–panamai koprodukcióként jegyezték be, noha ugyanaz a stáb, ugyanakkor forgatta, mint az angol–amerikai vállalkozásként forgalomba hozott A három testőr, avagy a királyné gyémántjait.

## A kritikai fogadtatás
A filmet sokkal szigorúbban ítélte meg a kritika, mint az első részt. Főleg azt kifogásolták, hogy a második rész jóval komorabb, mint az első, kevesebb az irónia, túlságosan előtérbe kerül a Milady alakja, a testőrök közül pedig Porthos és Aramis egészen a háttérbe szorulnak. E vádak csak részben jogosak. A film nagy vonalakban követi az eredeti regény cselekményét, és az irodalmi mű második fele szintén komorabb, mint az eleje. Mellesleg a könyv második felében szintén erőteljesen dominál a Milady figurája, akárcsak a filmben. Aramis és Porthos kétségtelenül kevésbé hangsúlyos figurák a filmváltozatban, mint d’Artagnan vagy Athos, de az első részhez képest nem szorulnak jobban háttérbe.

### Magyar kritikai visszhang
„Richard Lester… a Négy testőr című angol filmben ügyesen túljár az eszünkön. Úgy ismétli meg bevált eszközeit, hogy közben újat is mond velük. Úgy folytatja sikeres Három testőrjének meséjét és hangvételét, hogy közben a folytatás önmagában is kerek történetté alakul, önállóan is megállja a helyét. A sztárok (Michael York, Faye Dunaway, Oliver Reed, Richard Chamberlain, Raquel Welch és Geraldine Chaplin) és Lester erényei változatlan fénnyel csillognak. A rendező ötletei itt is gazdagon halmozódnak egymásra. Most is fölényes biztonsággal választja ki Dumas regényéből és a történelemből azokat a motívumokat, amikre szüksége van. […] A hangnem azonban mégis mintha megváltozna. Mulatságos, vaskos, földön járó ugyan, de akadozóbb, kevésbé magabiztos.”

(Sas György kritikája. Film Színház Muzsika 1977/1, 1977. január 1., 10. oldal)

## Érdekességek

Rochefort feljebbvalója előtt (Christopher Lee és oldalról: Charlton Heston)

- A filmhez Aramis és Porthos narrációját is felvették, de végül csak az utóbbit használták fel a mű elején és végén.
- A magyarországi premier 1976. december 30-án volt. A hazai közönség akkor egy rövidített verziót láthatott, melyből épp a Milady elítélésének és kivégzésének képsorai hiányoztak! Ezek nélkül a néző azt hihette, hogy Athos lelőtte a nőt, miután pisztolyt fogott rá a zárda udvarán, a lovas hintónál. D’Artagnan és Rochefort párbaját a rövidített változatban rögtön az a jelenet követte, amelyben a testőrt Richelieu vonja felelősségre Rochefort és a Milady halála miatt. Magyarországon az 1980-as évek elején a televízió mutatta be először a vágatlan változatot. A későbbi tévés bemutatók alkalmával is mindig a teljes verziót sugározták. DVD-n szintén a vágatlan változat jelent meg, bizonyos külföldi tévécsatornák azonban esetenként a rövidebb verziót tűzik műsorra.

## Bakik
- A film elején látható képkockákat, mikor jellegzetes kameraállásból felvéve egy nyáj vonul el a La Rochelle-t támadó ágyúk előtt, a történet közepén ismét felhasználták.
- Amikor Buckingham halála után a Milady megérkezik Calais-be, pontosan ugyanazt a ruhát viseli, mint az első rész azon jelenetében, amelyben az ellopott gyémántokkal lép francia földre. Mivel a két filmet egyszerre forgatták, valószínűleg a két jelenetet is egymás után vették fel.
- Amikor a Milady és Rochefort gróf elindulnak a zárdába, a nő a hintóban a jobb oldalon foglal helyet. Mikor egy kisvárosban d’Artagnan megpróbál felkapaszkodni a hintóra, a Milady már a bal oldali ülésen ül, noha kevéssé valószínű, hogy útközben helyet cserélt volna Rochefort-ral.
- Az égő zárdánál játszódó epizódban kétszer is látható ugyanaz a vívójelenet, melyben Aramis küzd meg ellenfelével: először, amikor ő van fókuszban, később, másik kameraállásból abban a képsorban, melyben Athos és Rochefort küzdelme kerül a kép előterébe.
- Amikor a Milady megfojtja Constance-t, a gyilkos láncot a nő feje mellé ejti a földre. Mikor pár perccel később d’Artagnan rátalál a tetemre, a lánc a testtől jóval távolabb hever a földön.

## Szereposztás
| Szerep                      | Színész             | Magyar hangja (1. szinkron, 1985) | Magyar hangja (2. szinkron, 1994) |
| --------------------------- | ------------------- | --------------------------------- | --------------------------------- |
| Athos                       | Oliver Reed         | Bujtor István                     | Vitay András                      |
| Porthos                     | Frank Finlay        | Végvári Tamás                     | Csuja Imre                        |
| Aramis                      | Richard Chamberlain | ifj. Pathó István                 | Kassai Károly                     |
| D’Artagnan                  | Michael York        | Szakácsi Sándor                   | Forgács Péter                     |
| Constance Bonacieux         | Raquel Welch        | Bánsági Ildikó                    | Kiss Erika                        |
| Rochefort gróf              | Christopher Lee     | id. Pathó István                  | Reviczky Gábor                    |
| Ausztriai Anna királyné     | Geraldine Chaplin   | Venczel Vera                      | Csere Ágnes                       |
| XIII. Lajos                 | Jean-Pierre Cassel  | Tahi Tóth László                  | Rácz Géza                         |
| Milady de Winter            | Faye Dunaway        | Földi Teri                        | Menszátor Magdolna                |
| Richelieu bíboros           | Charlton Heston     | Gelley Kornél                     | Barbinek Péter                    |
| Buckingham herceg           | Simon Ward          | Oszter Sándor                     | Harmath Imre                      |
| Kitty (a Milady szobalánya) | Nicole Calfan       | Pap Vera                          | Dudás Eszter                      |
| Planchet                    | Roy Kinnear         | Haumann Péter                     | Bata János                        |
| Felton                      | Michael Gothard     | Józsa Imre                        | Holl Nándor                       |
| Jussac                      | Ángel Del Pozo      | Surányi Imre                      | Horányi László                    |
| Eugenie                     | Sybil Danning       | ?                                 | ?                                 |
| Beatrice                    | Gitty Djamal        | ?                                 | ?                                 |
| Busigny                     | Jack Watson         | ?                                 | ?                                 |

## Díjak és jelölések

### Oscar-díj
- 1976 jelölés Yvonne Blake és Ron Talsky, legjobb jelmez

### BAFTA-díj
- 1976 jelölés Yvonne Blake, legjobb jelmez

### Evening Standard-díj
- 1976 díj Richard Lester